# سالومون اولمبه
سالومون اولمبه (انگلیسی: Salomon Olembé؛ زادهٔ ۸ دسامبر ۱۹۸۰) بازیکن فوتبال سابق اهل کامرون است.
از باشگاه‌هایی که در آن بازی کرده‌است می‌توان به مارسی، لیدز یونایتد، نانت، الریان، و ویگان اتلتیک اشاره کرد.
وی همچنین در تیم ملی فوتبال کامرون بازی کرده‌است و در جام‌های جهانی ۱۹۹۸ و ۲۰۰۲ عضو ترکیب بازیکنان این تیم بود.